# Hrubý Jeseník
Hrubý Jeseník (en alemán: Altvatergebirge o Hohes Gesenke, en polaco: Jesionik Wysoki ) es una cadena montañosa y mesorregión geomorfológica de la República Checa. Está situada al este del país, en las regiones de Olomouc y Moravia-Silesia. Es la segunda cadena montañosa más alta de la República Checa.

## Etimología
Según la teoría más probable, el nombre tiene su origen en la palabra jasan, es decir, "fresno". Jeseník (respectivamente arroyo Jesenný) fue primero el nombre de un arroyo que fluía a través de un bosque de fresnos en un valle. El nombre se germanizó a Gesenke (es decir, "ladera") y se utilizó como nombre de una pequeña ciudad que se fundó en el valle (pero que desapareció más tarde), y luego se transfirió primero al valle, y luego a toda la cordillera. Más tarde el nombre volvió a cambiarse al checo Jeseník. Jeseníky (forma plural de Jeseník) es un término colectivo para una zona que incluye las cordilleras de Hrubý Jeseník (literalmente "Jeseník áspero") y Nízký Jeseník (es decir, "Jeseník bajo").

## Geomorfología

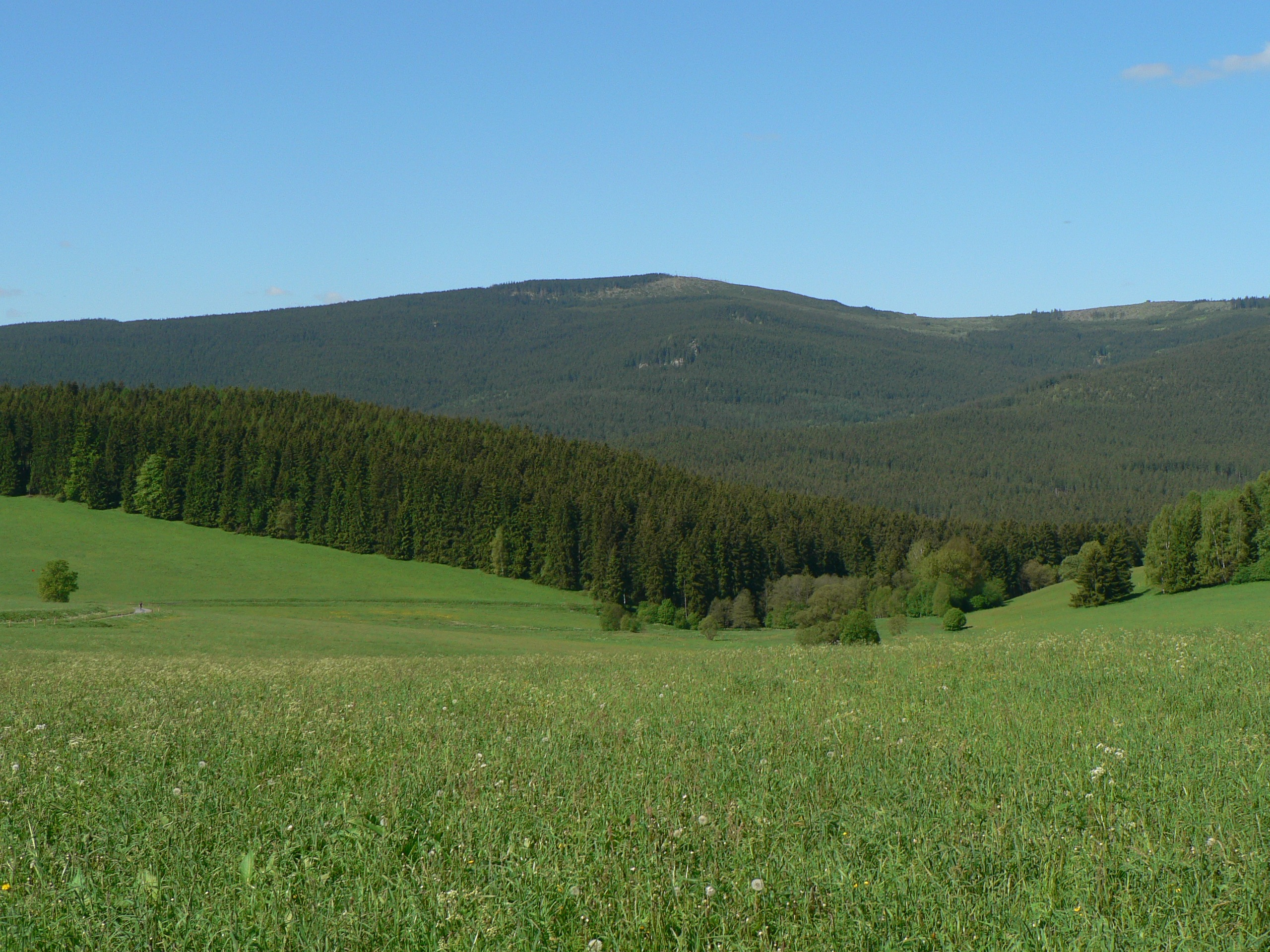
Vista del pico Medvědí vrch desde el este

Hrubý Jeseník es una mesorregión de los Sudetes orientales, que forma parte de los Sudetes dentro del Macizo de Bohemia  Es la segunda cadena montañosa más alta de la República Checa. Hay 56 picos con una altitud de al menos 1.000 m, repartidos uniformemente por todo el territorio. 
Limita al sureste con el Nízký Jeseník, al noreste con las tierras altas de Zlatohorská, al noroeste con las Montañas Doradas y al suroeste con las tierras altas de Hanušovice.
El Hrubý Jeseník se subdivide a su vez en las microrregiones de las montañas Keprník, las montañas Medvědí y las montañas Praděd. 
Los picos más altos son:
- Praděd, 1,491 m
- Vysoká hole, 1,465 m
- Petrovy kameny, 1,447 m
- Keprník, 1,423 m
- Velký Máj, 1,385 m
- Vozka, 1,377 m
- Malý Děd, 1,369 m
- Jelení hřbet, 1,367 m
- Břidličná hora, 1,358 m
- Dlouhé stráně, 1,354 m

Un rasgo distintivo del relieve es también el monte Medvědí vrch, que con 1,216 m es la montaña más alta de la microrregión de las montañas Medvědí y se encuentra entre las montañas más destacadas del Hrubý Jeseník. 

## Geografía

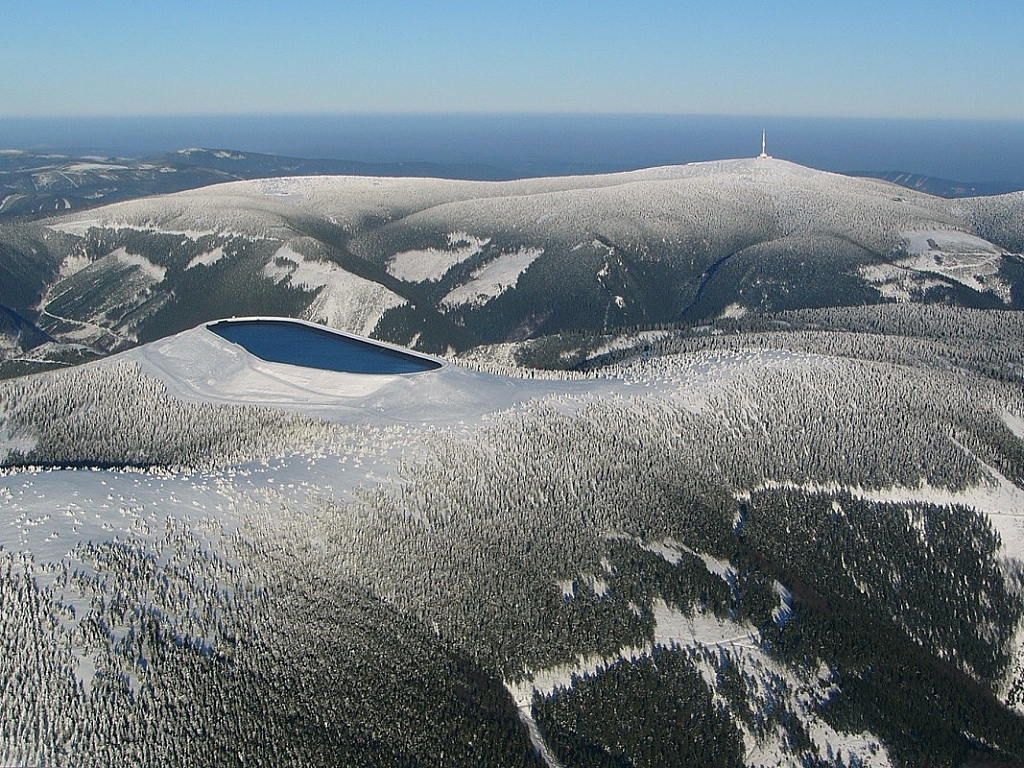
Embalse superior de Dlouhé stráně

El territorio tiene una forma aproximadamente circular. Hrubý Jeseník tiene una superficie de 530 kilómetros cuadrados y una altitud media de 887,6 metros. 
En la sierra nacen varios ríos y arroyos. Los más importantes son el Desná y las fuentes del río Opava. La única masa de agua notable es el embalse de Dlouhé stráně.
Debido al carácter montañoso del paisaje, aquí no hay grandes asentamientos. El mayor asentamiento del territorio es Vrbno pod Pradědem. La ciudad de Jeseník se encuentra un poco más allá de los límites de la cordillera.

## Clima
| Parámetros climáticos promedio de Šerák, 2004–2011 normals, extremes 2004–2011 | Parámetros climáticos promedio de Šerák, 2004–2011 normals, extremes 2004–2011 | Parámetros climáticos promedio de Šerák, 2004–2011 normals, extremes 2004–2011 | Parámetros climáticos promedio de Šerák, 2004–2011 normals, extremes 2004–2011 | Parámetros climáticos promedio de Šerák, 2004–2011 normals, extremes 2004–2011 | Parámetros climáticos promedio de Šerák, 2004–2011 normals, extremes 2004–2011 | Parámetros climáticos promedio de Šerák, 2004–2011 normals, extremes 2004–2011 | Parámetros climáticos promedio de Šerák, 2004–2011 normals, extremes 2004–2011 | Parámetros climáticos promedio de Šerák, 2004–2011 normals, extremes 2004–2011 | Parámetros climáticos promedio de Šerák, 2004–2011 normals, extremes 2004–2011 | Parámetros climáticos promedio de Šerák, 2004–2011 normals, extremes 2004–2011 | Parámetros climáticos promedio de Šerák, 2004–2011 normals, extremes 2004–2011 | Parámetros climáticos promedio de Šerák, 2004–2011 normals, extremes 2004–2011 | Parámetros climáticos promedio de Šerák, 2004–2011 normals, extremes 2004–2011 |
| Mes                                                                            | Ene.                                                                           | Feb.                                                                           | Mar.                                                                           | Abr.                                                                           | May.                                                                           | Jun.                                                                           | Jul.                                                                           | Ago.                                                                           | Sep.                                                                           | Oct.                                                                           | Nov.                                                                           | Dic.                                                                           | Anual                                                                          |
| ------------------------------------------------------------------------------ | ------------------------------------------------------------------------------ | ------------------------------------------------------------------------------ | ------------------------------------------------------------------------------ | ------------------------------------------------------------------------------ | ------------------------------------------------------------------------------ | ------------------------------------------------------------------------------ | ------------------------------------------------------------------------------ | ------------------------------------------------------------------------------ | ------------------------------------------------------------------------------ | ------------------------------------------------------------------------------ | ------------------------------------------------------------------------------ | ------------------------------------------------------------------------------ | ------------------------------------------------------------------------------ |
| Temp. máx. abs. (°C)                                                           | 8.6                                                                            | 10.3                                                                           | 13.5                                                                           | 19.9                                                                           | 24.1                                                                           | 28.6                                                                           | 27.1                                                                           | 27.1                                                                           | 25.7                                                                           | 23.2                                                                           | 15.2                                                                           | 8.5                                                                            | 28.6                                                                           |
| Temp. media (°C)                                                               | −5.2                                                                           | −5.2                                                                           | -2.5                                                                           | 3.2                                                                            | 7.0                                                                            | 10.9                                                                           | 13.0                                                                           | 12.6                                                                           | 8.3                                                                            | 4.2                                                                            | 0.2                                                                            | -3.6                                                                           | 3.6                                                                            |
| Temp. mín. abs. (°C)                                                           | −26.8                                                                          | −23.6                                                                          | −19.4                                                                          | −10.8                                                                          | −6.3                                                                           | -1.3                                                                           | 1.8                                                                            | 0.0                                                                            | −2.4                                                                           | −9.2                                                                           | −13.1                                                                          | −20.1                                                                          | −26.8                                                                          |
| Precipitación total (mm)                                                       | 86.0                                                                           | 65.0                                                                           | 75.0                                                                           | 71.0                                                                           | 128.0                                                                          | 131.0                                                                          | 133.0                                                                          | 110.0                                                                          | 114.0                                                                          | 77.0                                                                           | 81.0                                                                           | 74.0                                                                           | 1145.0                                                                         |
| Horas de sol                                                                   | 51.4                                                                           | 54.8                                                                           | 104.9                                                                          | 164.8                                                                          | 173.9                                                                          | 170.1                                                                          | 198.0                                                                          | 190.6                                                                          | 142.0                                                                          | 111.0                                                                          | 57.8                                                                           | 43.8                                                                           | 1463.1                                                                         |
| Fuente n.º 1: World Meteorological Organization (UN)                           |                                                                                |                                                                                |                                                                                |                                                                                |                                                                                |                                                                                |                                                                                |                                                                                |                                                                                |                                                                                |                                                                                |                                                                                |                                                                                |
| Fuente n.º 2: NOAA                                                             |                                                                                |                                                                                |                                                                                |                                                                                |                                                                                |                                                                                |                                                                                |                                                                                |                                                                                |                                                                                |                                                                                |                                                                                |                                                                                |

## Protección de la naturaleza
Casi todo el territorio del Hrubý Jeseník está protegido dentro del Área de Paisaje Protegido de Jeseníky. El APA de Jeseníky se extiende hacia el norte hasta las tierras altas de Zlatohorská y hacia el sur hasta las tierras altas de Hanušovice. Además, se definen zonas protegidas a pequeña escala. En la ZPL de Jeseníky hay 32 zonas protegidas a pequeña escala. Las más importantes son las reservas naturales nacionales de Praděd, Šerák-Keprník, Rejvíz y Skřítek (Skřítek y Rejvíz se extienden sólo marginalmente hasta Hrubý Jeseník), y el Monumento Natural Nacional de Javorový vrch.